# Lomandra preissii
Lomandra preissii är en sparrisväxtart som först beskrevs av Stephan Ladislaus Endlicher, och fick sitt nu gällande namn av Alfred James Ewart. Lomandra preissii ingår i släktet Lomandra och familjen sparrisväxter. Inga underarter finns listade i Catalogue of Life.